# Via Broletto

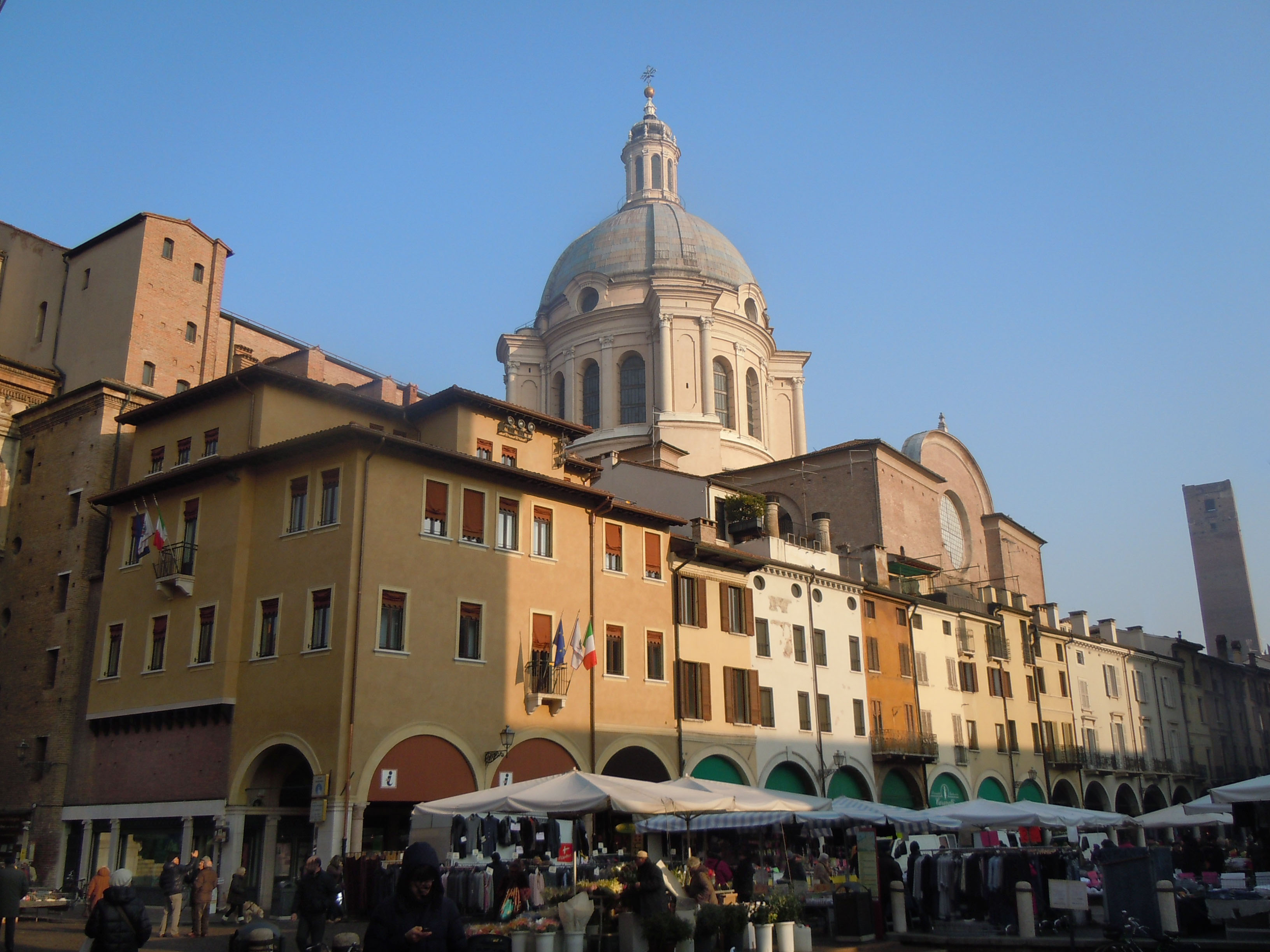
Piazza delle Erbe

Via Broletto è una via di Mantova, che attraversa in senso est-ovest la zona del centro storico. È la principale arteria viaria di quest'area e collega Piazza delle Erbe e Piazza Broletto a Piazza Sordello, passando sotto il Voltone di San Pietro.
Sul suo percorso si incontrano alcuni degli edifici storici più importanti della città:
- Rotonda di San Lorenzo
- Torre dell'Orologio
- Palazzo della Ragione
- Palazzo del Broletto (o del Podestà)
- Casa Tortelli
- Palazzo del Massaro
- L'Arengario
- Statua di Virgilio in cattedra